# Uniwersalna Hala Sportowa CSKA
Uniwersalna Hala Sportowa CSKA – hala sportowa w Moskwie, w Rosji. Wybudowana w 1991 roku, arena ma pojemność 5 600 miejsc. Do 2018 na obiekcie mecze rozgrywała drużyna hokejowa CSKA Moskwa.